# Rhynchospora domingensis
Rhynchospora domingensis là loài thực vật có hoa trong họ Cói. Loài này được Urb. miêu tả khoa học đầu tiên năm 1912.